# Robert Z'Dar
Robert J. Zdarsky (3. června 1950, Chicago, USA – 30. března 2015), známý spíše jako Robert Z'Dar, byl americký herec a filmový producent. Jeho nejvýznamnější rolí byl Matt Cordell, kterého ztvárnil v kultovním hororu Maniac Cop a dalších dvou pokračováních. Kvůli své neobvyklé obličejové struktuře, za kterou vděčí vzácnému dědičnému onemocnění, cherubismu (familiární fibrózní dysplazie čelisti), byl často přezdíván „The Chin“, což v překladu znamená „brada“.

## Filmografie (výběr)
- 2003 Zombiegeddon
- 2000 Věřte nevěřte - 1 epizoda
- 1997 Future War
- 1995 V krvavém ringu
- 1993 Pochod časem
- 1993 Maniac Cop III - Odznak mlčení
- 1992 Žabí město 2
- 1991 Samurai Cop
- 1991 Beastmaster 2 - Pán šelem: Branou času
- 1991 Gangsteři
- 1991 The Flash - 1 epizoda
- 1990 The Final Sanction (Konečné řešení/Nukleární holomajzna)
- 1990 Maniac Cop 2
- 1990 Soultaker
- 1990 Svět naruby
- 1989 Tango a Cash
- 1988 Maniac Cop
- 1988 Oltář zla
- 1988 Trained to Kill (Vycvičen zabíjet)
- 1987 Cherry 2000
- 1985 Hellhole
- 1985 Měsiční svit - 1 epizoda